# Brachypelus minor
Brachypelus minor – gatunek chrząszcza z rodziny biegaczowatych, podrodziny Scritinae i plemienia Clivini.

## Opis
Ciało długości od 4,8 do 5,7 mm. Labrum o 7 szczecinkach. Pokrywy z siateczkowaniem. Boczne obrzeża pokryw z wyraźnymi zębami barkowymi. Przedplecze niegęsto, regularnie siateczkowane w części środkowej. Oczy bardzo wąskie, wyraźnie węższe niż szerokość 2 członu czułków. Paramery aedeagusa z pojedynczą szczecinką na każdej.

## Występowanie
Gatunek ten jest endemitem Madagaskaru, gdzie znany jest z rejonu Parku Narodowego Andasibe Perinet.